# Kaukázusi tölgy
A kaukázusi tölgy (Quercus macranthera) a bükkfavirágúak (Fagales) közé tartozó tölgy nemzetség egyik faja.

## Előfordulása
Kaukázus, Észak-Irán, erdők, száraz hegyoldalak.

## Leírása
Terebélyes, 20 méter magas, lombhullató fafaj. Kérge szürkésbarna, vastag, repedezett.
Levelei visszástojásdadok, 15 cm hosszúak, 10 cm szélesek, 6-11 pár lekerekített karéjra tagoltak.
A felszínük sötétzöld, fonákjuk világosabb, szőrös. A hajtások vaskosak, pelyhesek.
A virágok nyár elején nyílnak, a porzós barkák sárgászöldek, lecsüngőek, a termősek kevéssé feltűnőek.
A termése 2,5 cm-es, feléig kupacsba zárt makk.
A kupacs szőrpikkelyekkel borított.